# Filologie

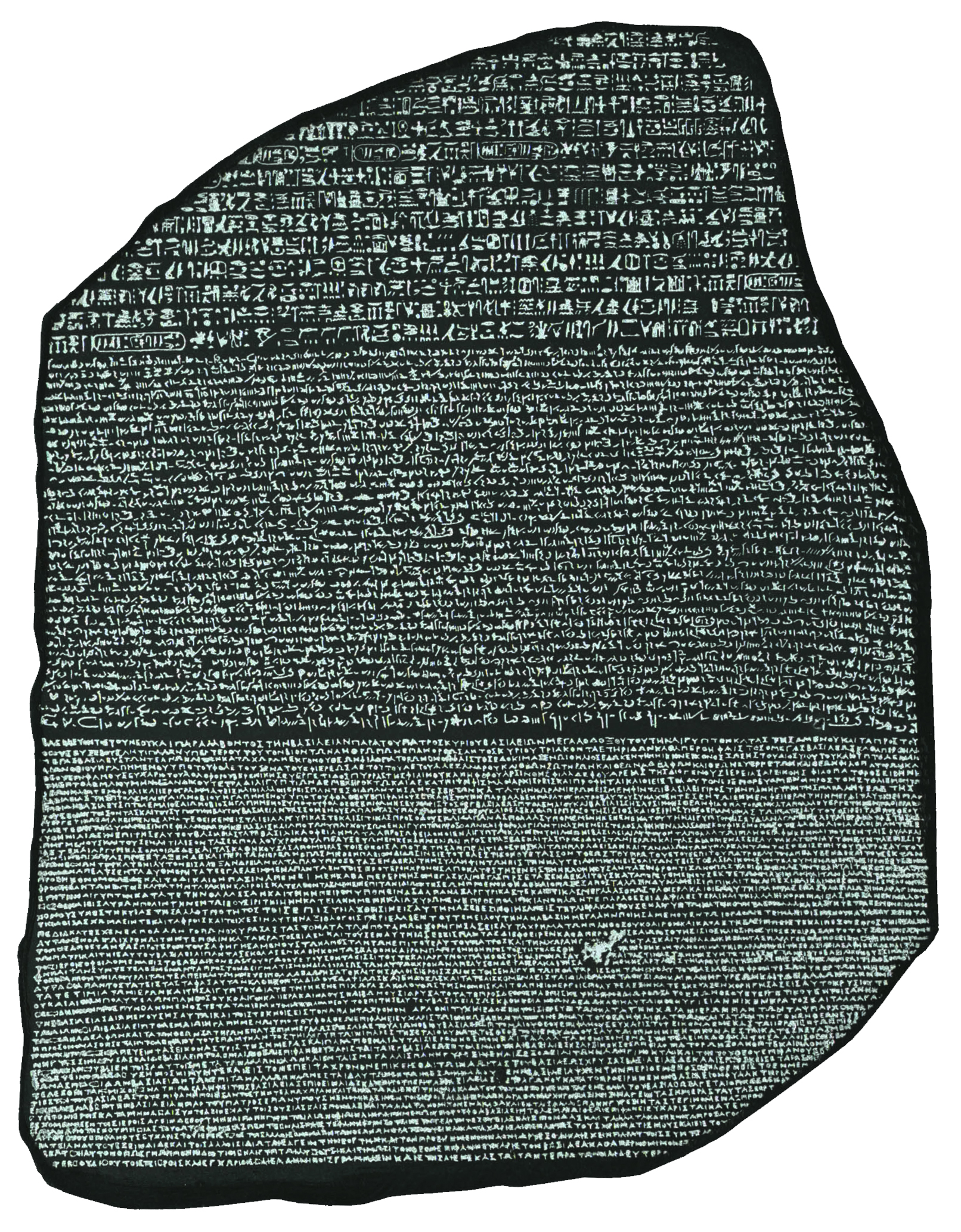
De Steen van Rosetta waarmee een doorbraak werd bereikt in het ontcijferen van de Egyptische hiërogliefen.

Filologie (Oudgrieks φῖλος phîlos, liefde en λόγος lógos, woord, rede) is een tak van de taalkunde die zich vooral richt op dode talen. Het woord werd voor het eerst door Plato, in diens dialoog Phaedrus gebruikt, in de betekenis van 'voorliefde voor redevoeringen'. Een filoloog bestudeert de taal- en letterkunde van volkeren, via hun overgeleverde geschriften, in samenhang met de cultuurgeschiedenis van een volk. Door zorgvuldige studie wordt getracht de context en oorsprong van woorden, zin en betekenis van taaluitingen te verklaren, waarbij de lijfspreuk is ad fontes: (terug) naar de bronnen.
De term 'filologie' is grotendeels in onbruik geraakt, haar onderzoeksterrein maakt tegenwoordig deel uit van de moderne taalwetenschap. Philology is in de Angelsaksische landen bijna synoniem met de vakgebieden van de vergelijkende en de historische taalkunde.
De filologie werd in de klassieke oudheid van toepassing geacht op alle wetenschapsbeoefening. In Europa brak de filologie als volwaardige wetenschap pas in de 19e eeuw volledig door. Ook andere vakgebieden, zoals de archeologie, culturele antropologie, etymologie, mythologie en paleografie werden in deze periode onafhankelijke vakwetenschappen. In de wetenschap bestaat vaak een spanningsveld tussen filologen en systematici. De filologen verliezen zich soms in de details, de systematici hebben alleen oog voor het grote geheel.
De klassieke talen, waar met name het Oudgrieks en het Latijn mee worden bedoeld, zijn voorbeelden van talen, die door de filologie worden bestudeerd, maar de filologie bestudeert ook andere 'dode' talen, talen die tegenwoordig nergens meer worden gesproken.

## Bekende filologen
- Aristophanes van Byzantium (257 v.Chr.-180 v.Chr.)
- Justus Lipsius (1547-1606)
- Jacobus Gronovius (1645-1716)
- Ludwig Uhland (1787-1862), Germaans filoloog; een der moderne grondleggers
- Friedrich Nietzsche (1844-1900), hoogleraar filologie
- Ulrich von Wilamowitz-Moellendorf (1848-1931)
- Lejzer Zamenhof (1859-1917)
- Bedřich Hrozný (1879-1952), ontcijferde het Hettitisch
- Victor Klemperer (1881-1960), schrijver van LTI – Notizbuch eines Philologen
- J.R.R. Tolkien (1892-1973), hoogleraar filologie
- Pol Hoste (1947)
- Ingo Schulze (1962)
- Bruno Vanden Broecke (1974)